# Philippe de Noailles (1715-1794)
Philippe de Noailles, conte di Noailles, in seguito principe di Poix, duca di Mouchy e duca di Poix (Parigi, 27 dicembre 1715 – Parigi, 27 giugno 1794), era fratello minore di Louis de Noailles, e un soldato più celebre di suo fratello. Era figlio di Françoise Charlotte d'Aubigné nipote di Madame de Maintenon.

## Biografia
Servì a Minden ed in altre campagne e fu creato maresciallo di Francia nel 1775, lo stesso giorno di suo fratello. Godette per lungo tempo di grande favore presso la corte e sua moglie Anne d'Arpajon, contessa de Noailles, fu prima dama d'onore di Maria Antonietta, e soprannominata da questa Madame Etiquette. Questo favore a corte si abbatté come una punizione nei giorni della rivoluzione francese, ed il vecchio maresciallo, sua sorella, sua moglie, la nuora e la nipote furono tutti ghigliottinati il 27 giugno 1794. Venticinque giorni dopo, la vedova, la nuora e la nipote del IV duca de Noailles furono anch'esse ghigliottinate.
Il conte de Noailles ricevette il titolo spagnolo di principe di Poix nel 1729 e quello di duc de Mouchy nel 1749. Nel 1767 ricevette l'ulteriore titolo francese di duc de Poix à brevêt. Il titolo di principe di Poix passò a suo figlio Charles-Adrien come titolo di cortesia alla nascita di quest'ultimo nel 1747, e dopo la morte del bambino, in quello stesso anno, e le morti nell'infanzia di altri due figli maschi, si posarono sul successore di Noailles, Philippe-Louis-Marc-Antoine.
Due dei suoi tre figli maschi sopravvissuti, Philippe-Louis-Marc-Antoine e Louis-Marie, furono membri dell'Assemblea nazionale costituente. La moglie di Louis-Marie morì insieme ai suoi genitori.

## Discendenza
Il duca Philppe de Noailles e Anne d'Arpajon ebbero:
1. Louise Henriette Charlotte Philippine de Noailles (1745-1832)
2. Charles Adrien de Noailles (1747), principe de Poix.
3. Louis Philippe de Noailles (1748-1750), principe de Poix.
4. Daniel François Marie de Noailles (1750-1752), marchese de Noailles in seguito principe de Poix.
5. Philippe Louis Marc Antoine de Noailles, I duca de Mouchy (1752-1819).
6. Louis Marc Antoine de Noailles, visconte de Noailles (1756-1804).